# Ruedin (Familie)

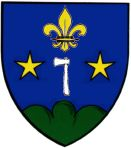
Familienwappen der Ruedin aus Landern.

Ruedin (/ʁy.dɛ̃/) ist eine seit 1475 im neuenburgischen Le Landeron und seit dem 16. Jahrhundert im benachbarten Cressier ansässige Familie. Die Angehörigen des Stammes aus Le Landeron sind Mitglied der Zunft St. Sebastian.

## Historische Persönlichkeiten

### Wirtschaft und Industrie
- James Ruedin-Soguel (* 1833), Direktor und Mitglied der Konzernleitung der Uhrenfabriken Fontainemelon AG, heute als ETA AG Uhrwerkhersteller in der Swatch Gruppe; am 1. März 1848 Teilnehmer an der republikanischen Revolution Neuenburgs und am 4. September 1856 auf republikanischer Seite am Neuenburgerhandel.[1]
- Georges Ruedin, 1902–1935 Direktor der Uhrenfabrik Reconvilier Watch Co in Reconvilier.
- Georges Ruedin, 1926 Gründer der Uhrenfabrik Georges Ruedin SA in Bassecourt.
- Jacques Ruedin, Generaldirektor der Rentenanstalt.
- Louis Ruedin, Gründer der Siderser Kreditanstalt (heute UBS)

### Kirche und Religion
- Marie-Louise Ruedin (* 22. November 1880; † 8. April 1960), Vinzenzschwester, Ritter der französischen Ehrenlegion, Hellenisches Kriegsverdienstkreuz[2][1]
- Albert Ruedin (1843–1908), Pfarrer von Fleurier 1867 bis 1908[3].
- Charles Ruedin (1810–1902), Pfarrer von Avry-devant-Pont (1848–1875), Kaplan von Villars-les-Joncs (1886–1894).[3]

## Ähnliche Familiennamen
In der Deutschschweiz wird die Familie Ruedin oft mit den Baselbieter Rüedin und den Ostschweizer Rüdin verwechselt.
In der Romandie wird die Familie Ruedin oft mit den Baselbieter Rudin verwechselt (identische Aussprache auf Französisch).